# Cryptophasa aethoptera
Cryptophasa aethoptera är en fjärilsart som beskrevs av Edward Meyrick 1938. Cryptophasa aethoptera ingår i släktet Cryptophasa och familjen plattmalar. Inga underarter finns listade i Catalogue of Life.